# Sabine Wils
Sabine Wils (31 de maio de 1959) é uma política alemã. Desde 2009, ela é membra do Parlamento Europeu pelo Die Linke.

## Carreira
Sabine Wils nasceu e cresceu em Aachen, onde completou a escola secundária em 1977. Em 1980, ela começou a estudar química e se formou em 1988. Posteriormente, trabalhou entre 1989-97 na Agência Ambiental de Hamburgo. Desde 1999, ela é membra do Partido do Socialismo Democrático e seu sucessor, Die Linke. Entre 1980-89, ela foi membra do Partido Comunista Alemão. Ela é casada e tem três filhos.
Nas eleições europeias de 2009, onde o Die Linke conquistou oito cadeiras, Sabine Wils foi a segunda mais votada do partido, atrás do presidente do partido, Lothar Bisky. Desde 14 de julho de 2009, Wils é membra do Parlamento Europeu e membra titular da Comissão do Meio Ambiente, da Saúde Pública e Segurança Alimentar, membra suplente da Comissão dos Transportes e Turismo e membra da delegação para as relações com a Suíça, Islândia e Noruega e a Comissão Parlamentar Mista do Espaço Económico Europeu (EEE).